# Christodoulos de Patmos
Pour les articles homonymes, voir Christodoulos.
Christodoulos de Patmos (né Ioannis à Nicée, en Bithynie vers 1021, et mort en 1093 en Eubée), est un moine et higoumène. Ses fêtes se célèbrent le 21 octobre et le 16 mars.
Il devient moine au monastère du mont Olympe en Bithynie où il est baptisé Christodoulos. Il vit à Jérusalem jusqu'à la conquête des Sarrasins en 1099 et se déplace au Mont Latmos de Carie par à la suite. Ici, il fonde un monastère et une bibliothèque. 
Il fuit une nouvelle invasion et se réfugie sur l'île de Kos. 
Plus tard, avec l’aide de l’empereur Alexis Comnène, il fonde sur l'île de Patmos en 1088 un monastère initialement nommé « de Saint-Jean l’Évangéliste » aujourd’hui Monastère Saint-Jean-le-Theologien.
Lors de l’invasion arabe de Patmos, il trouve refuge sur l'île d'Eubée, où il est mort le 16 mai 1093.
Certaines sources placent sa vie plus tard et sa mort en 1100, comme le théologien Omer Englebert dans La Fleur des Saints, qui lui attribue également un traité sur la Manière de servir Dieu:

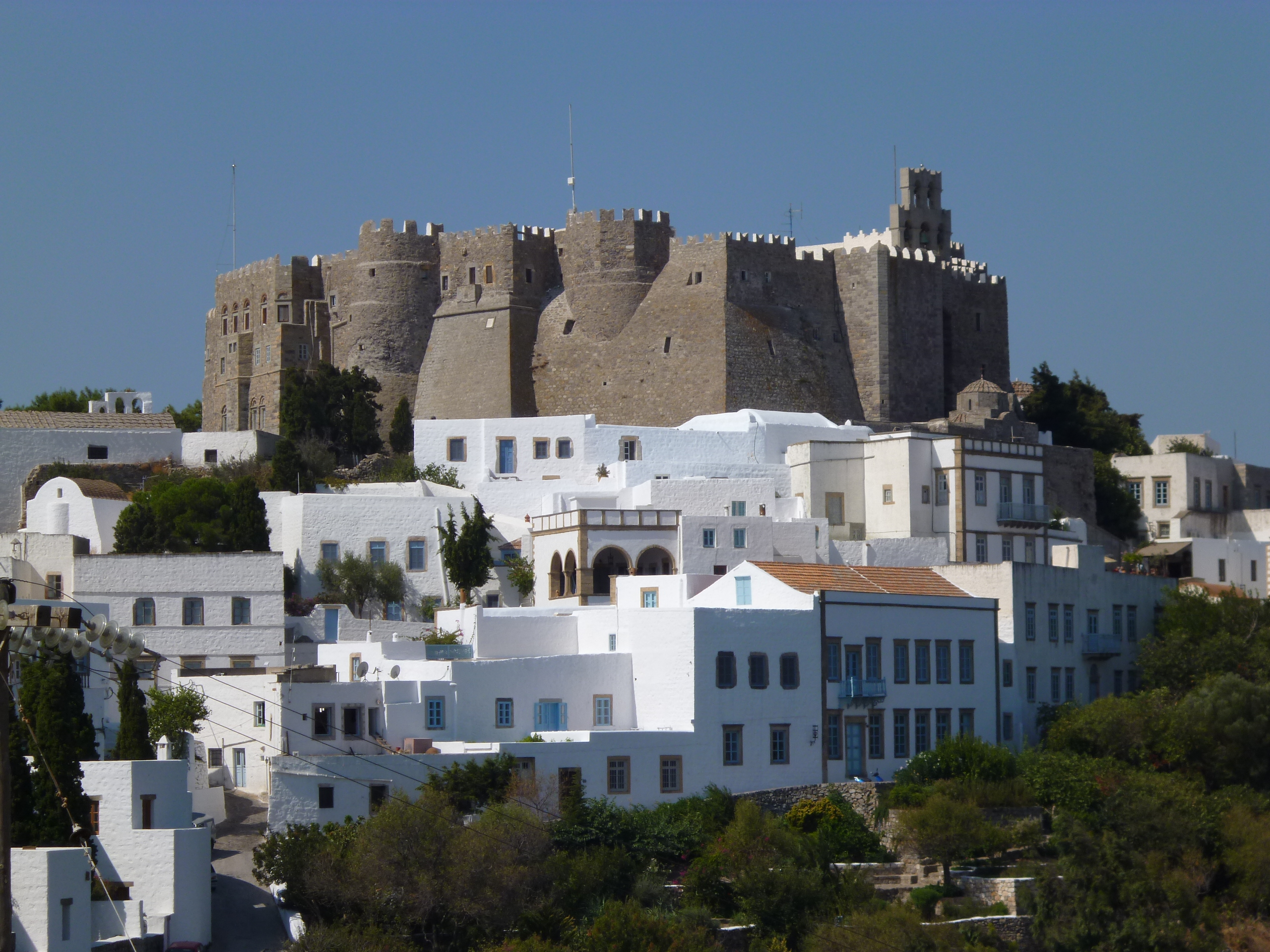
Le monastère à Patmos.

« [...] mais ils [les moines] le déclarèrent trop difficile à comprendre, surtout à pratiquer ; et notre réformateur prit congé d'eux. »